# 後窗
《後窗》（英語：Rear Window，新加坡又譯《後窗碎屍案》）是一部亞佛烈德·希區考克1954年所執導的電影，改編自康乃爾·伍立奇（Cornell Woolrich）1942年的短篇小說〈It Had to Be Murder〉。主角詹姆斯·史都華飾演攝影記者L.B. Jefferies，女演員葛莉絲·凱莉則扮演他的上流社會名模女友Lisa Carol Fremont，故事中被懷疑的兇手Lars Thorwald 是由雷蒙·布爾（Raymond Burr）演出。電影出色地把主題神秘謀殺，婚姻議題和偷窺的反思與道德批判結合在一起。
眾多觀眾、影評和學者一致認為這是希區考克最佳且最扣人心弦的一部作品。希區考克本身也在電影中客串演出。《後窗》是希區考克導演原先在派拉蒙影業公司發行的幾部電影作品之一，不久在環球影業獲得授權。

## 情節
L.B. Jefferies（詹姆斯·史都華飾）是位專業攝影記者，在某次意外中腿部骨折而限制在位於格林威治小鎮的公寓裡休養。百無聊賴的他開始透過後窗觀察鄰居。視野中所見的是公寓大樓後方、中間天井庭院和所有住戶。對此剛開始都帶著強烈的諾曼·洛克威爾（Norman Rockwell）氛圍。然而傑夫在這公寓天井之間，逐漸發現可能有樁謀殺案發生，不過他的朋友、他的看護 Stella（茜兒瑪·莉塔飾）和女友 Lisa Carol Fremont（格蕾丝·凯莉飾）起初都認為他的猜想是無稽之談，認為是他在過於無聊的狀態下打發時間的行為。
幾乎整部電影都是從傑夫的臥室裡攝製，而且大部分都是傑夫的主觀鏡頭（POV）呈現。不過在電影中某些關鍵時刻也不全是如此（通常會作為雙方或三方主觀鏡頭，但也會有Doyle、Stella 和 Lisa 的單一主觀鏡頭）。此外至少有些片段，當傑夫睡著時，觀眾會在兩個關鍵連續鏡頭看見某事，且絕不會是從傑夫的窗口角度所見。此手法在影片過程中有逐漸增加的趨勢，直到最後的連續鏡頭，Jefferies 的主觀鏡頭規則幾乎被推翻。
Lars Thorwald（雷蒙·布爾飾）的角色一直到電影的高潮前，沒有任何特寫鏡頭，且也無法聽見他說話。就在電影劇情高潮此刻，他出現在 Jeff 的臥室。當他企圖朝著 Jeff 向前，這一幕採用一連串 Thorwald 的主觀鏡頭，Jeff 的閃光燈攻擊使他短暫的眼盲而停止向前。最後就在 Thorwald 把 Jeff 推下窗戶時，警察也及時趕到且依謀殺他老婆的罪名逮捕 Thorwald。影片在 Jeff 和 Lisa 在 Jeff 的公寓裡，兩人一起迎接新的生活中畫下的完美句點。

## 希區考克的客串
希區考克在電影中短暫的客串，出現在音樂作曲家的公寓房內，在作曲家正展現其曲作的片段中，飾演一名在旁調著時鐘指針的男子。（0:25）

## 內容分析
希區考克影迷和電影學者對《後窗》感到濃厚興趣，特別是影片中傑夫與麗莎的關係與他們所窺視的鄰居生活之間作比較。許多分析內容多出自於Tania Modleski的《Women Who Knew Too Much》一書中。(ISBN 0-415-97362-7)
- Thorwald 和他老婆等同於傑夫和麗莎的翻版（Thorwald 照料他虛弱臥病在床的老婆正如同麗莎照料骨折在家休養的傑夫）。然而 Thorwald 對老婆嘮叨的憎恨厭惡則是反映了傑夫對於麗莎的爭執。
- 新婚佳偶最初認為彼此是理想伴侶（整場電影下來他們幾乎都在自己的臥室裡，且拉下百葉窗）。但在片末我們看見他們的婚姻逐漸出現問題，而且妻子開始嘮叨丈夫。同樣地，傑夫害怕和麗莎婚後生活會被婚姻所侷限住。
- 中年夫婦和他們所養的小狗似乎有著美滿的生活。他們過著讓傑夫訝異地平靜無事的生活方式。
- 茫然的音樂作曲家和內心孤獨的小姐、沮喪的未婚婦女、生活中挫敗的引領，都在電影結束時，在彼此之間得到慰藉（作曲家所彈的新曲及時把欲自殺的內心孤獨的小姐救回鬼門關，也讓作曲家在他的工作中發現價值）。這在故事中含藏著微妙的暗喻，那就是儘管麗莎和傑夫先前的頑固，他們兩人對彼此也互有所好。
- 部分創作被稱為"麗莎的主題曲"，也備受稱讚。
- 本片讓人參與推測Jefferies 與Lisa將會遭遇的過程。

## 評價
《後窗》被認為是希區考克最具代表性的作品之一。在1955年得到奧斯卡金像獎的4項提名：最佳導演奖、最佳劇本奖、最佳錄音奖、最佳攝影奖。自1980年代以後，本片與《迷魂記》等希區考克經典，逐漸開始得到遠勝過當代的評價。
《後窗》在合計重覆上映票房收入後，成為1954年的年度最賣座電影。
本片在美國電影學會評選的百年百大電影系列，名列AFI百年百大驚悚電影第14名、AFI百年百大電影第48名、以及AFI百年各類型電影十大佳片懸疑類第3名。
本片也因為它「文化上、歷史上、美學上」的重要價值，被選為美國國家電影保護局（National Film Preservation Board）典藏。
《後窗》在爛番茄影評網站上，「新鮮」的比例高達100%，亦即得到100%的正面評價。

## 文化影響
- 1984年的驚悚片《替身（英语：Body Double）》，是布萊恩·狄·帕瑪（Brian De Palma）向希區考克《後窗》和《迷魂記》（Vertigo）致敬的作品。
- 小佛萊迪·普林茲所主演的2001年電影《神魂顛倒（英语：Head over Heels (2001 film)）》，是講述年輕女子對住在對街的帥哥如癡如狂，但某晚卻看到他犯下謀殺案，如「後窗」式情節般進行。
- 巴西馬可仕·伯恩斯坦（Marcos Bernstein）的《大街上的白雪公主（英语：The Other Side of The Street）》同樣為參考《後窗》此部經典名片。
- 許多動畫影集，包括《賓尼兔大冒險》、《Rocket Power》、《洛可的摩登生活》和《The Venture Bros.》都以不同的方式向《後窗》致敬。
- 勞勃·辛密克斯的《危機四伏》（What Lies Beneath）是另一部對此電影及其他希區考克作品的敬意。
- 伍迪·艾倫的《曼哈頓神秘謀殺》（Manhattan Murder Mystery）中Allen和他老婆懷疑一位老鄰居謀殺他的太太，但是由於沒人嚴肅看待此事，逼不得已之下他們只好自己深入調查。此部也可說是受到《後窗》的深遠影響。

## 翻拍版本
自從《後窗》被認為是希區考克的經典電影之一後，目前為止已經有著許多不同版本的電影與電視翻拍與重製：
- 電影
  - 《小子真行》（Clubhouse Detectives）是1996年改寫版本鎖定更年輕的觀眾群，一個青少年看見鄰居殺害一名學生，並且把她埋葬在他的地板下。
  - 《後窗》是1998年由克里斯多福·李維主演的舊版《後窗》的同名重製版本。不過主角是完全癱瘓而不只是舊版暫時的腿部骨折。（由於李維現實上身體癱瘓的因素）
  - 《恐怖社區》（Disturbia）是2007年當代翻拍版本，主角西亞·李畢福以軟禁取代舊版斷腿包裹石膏在家休養。
  - 《窺探》(The Woman in the Window)是2019年版本，主角艾美亞當斯患有懼曠症的心理醫生觀察鄰居被謀殺。版本是改編同名小說，但劇情與後窗大致相似。
- 《後窗》也有多部電視節目的重拍版本。[來源請求]

## 註腳
1. ↑  .   [2007-10-06]. （原始内容存档于2010-05-22）.
2. ↑  Modleski, Tania, The Women Who Knew Too Much: Hitchcock and Feminist Theory (New York: Routledge, Chapman & Hall, Inc., 1989)

## 外部連結
- 互联网电影数据库（IMDb）上《Rear Window (1954)》的资料（英文）
- 互联网电影数据库（IMDb）上《Rear Window (1998 remake)》的资料（英文）
- 爛番茄上《後窗》的資料（英文）
- TCM电影资料库上《後窗》的资料（英文）
- AllMovie上《後窗》的资料（英文）
- Box Office Mojo上《後窗》的資料（英文）
- skyjude - movie legends
- DVD Review of Rear Window
- 後窗劇情回顧
- 希區考克維基百科: （页面存档备份，存于）